# Sopelana
Sopelana (em castelhano) ou Sopela (em basco) é um município da Espanha na província da Biscaia, comunidade autónoma do País Basco. Faz parte da comarca de Uribe e tem 8,4 km² de área.[carece de fontes?] Em 2021 tinha 14 276 habitantes (densidade: 1 699,5 hab./km²).